# Dear Science
Dear Science è il terzo album discografico dei TV on the Radio, pubblicato nel 2008.

## Tracce
1. Halfway Home – 5:31
2. Crying – 4:10
3. Dancing Choose – 2:56
4. Stork & Owl – 4:01
5. Golden Age – 4:11
6. Family Tree – 5:33
7. Red Dress – 4:25
8. Love Dog – 5:36
9. Shout Me Out – 4:15
10. DLZ – 3:48
11. Lover's Day – 5:54

## Formazione
- Tunde Adebimpe – voce
- Kyp Malone – voce, chitarre, basso, synth, arrangiamenti archi
- David Andrew Sitek – programmazione, chitarra, sampler, basso, synth, arrangiamenti corni
- Gerard Smith - basso, organo, synth, sampler, rhodes
- Jaleel Bunton - batteria, chitarre, rhodes, organo, synth, basso, programmazione, arrangiamenti archi

Altri musicisti
- Katrina Ford - voce, cori
- Eleanore Everdell - voce
- David Bergander - batteri
- Yoshi Takamasa - shaker, percussioni, campanello, conga
- Stuart D. Bogie - sax, arrangiamenti corni
- Colin Stetson - sax
- Matana Roberts - sax, clarinetto
- Leah Paul - corni
- Eric Biondo - tromba
- Aaron Johnson - trombone
- Martin Perna - sax, flauti
- Claudia Chopek - violino, arrangiamenti archi
- Janis Shen - violino, arrangiamenti archi
- Lara Hicks - viola
- Eleanor Norton - violoncello